# André Abbal
André Abbal (16. listopadu 1876, Moissac – 20. června 1953, Carbonne) byl francouzský sochař.

## Životopis
Potomek kameníků z Montechu, studoval na École supérieure des beaux-arts de Toulouse a poté pracoval v ateliérech Falguièra a Merciého.
Vytvořil památníky v Lafrançaise, Canchy a Toulouse.

## Muzeum
V roce 1972 bylo v prostorách v Carbonne, kde sochař pracoval, zřízeno muzeum. V roce 1992 reorganizovala celou plochu jeho dcera, Anne-Marie Abbalová.